# Regge vom Schulzenhof
Regge vom Schulzenhof (* 1. Dezember 1964 in Hagenow, auch: Mario Lars, Roland Mitlinks; bürgerlicher Name: Roland Regge-Schulz) ist ein deutscher Autor, Cartoonist, Redakteur und Graphiker.

## Leben
Regge vom Schulzenhof lernte Zerspanungsfacharbeiter mit Abitur. Er arbeitete bei der Schweriner Volkszeitung.
Regge vom Schulzenhof lebt auf dem Schulzenhof in der Gemeinde Gneven in der Nähe von Schwerin. Er veröffentlicht seit 2004 Bücher und Cartoons, die auch in Zeitungen abgedruckt werden, so etwa im Weser Kurier oder der Sächsischen Zeitung.
Regge vom Schulzenhof arbeitet freiberuflich als Cartoonist, Maler und Journalist.

## Werke
- 2004: Ossi & Wessi, Eine unendliche Liebesgeschichte. Verlag Gneven, ISBN 3-9810236-0-9.
- 2006: Olaf, Du Ochse – Der Bürgermeister, Frühling und andere Katastrophen. ISBN 978-3-9810236-1-9.
- 2015: Du hast dir doch Geld gewünscht. Verlag Bild und Heimat, ISBN 978-3-86789-488-3.
- 2015: Angelas Welt. Verlag Bild und Heimat, ISBN 978-3-95958-022-9.
- 2016: Achtung Rentner! Verlag Bild und Heimat, ISBN 978-3-95958-035-9.
- 2016: Gesundheit. Verlag Bild und Heimat, ISBN 978-3-95958-065-6.
- 2016: Unter Strom. Farbfigur-Verlag, ISBN 978-3-9810236-6-4.
- 2017: Die Ostsee ruft. Verlag Bild und Heimat, ISBN 978-3-95958-098-4.
- 2017: Was haben wir gelacht. Verlag Bild und Heimat, ISBN 978-3-95958-110-3.
- 2018: Mein lieber Mann. Lappan-Verlag, ISBN 978-3-8303-3493-4.
- 2019: Katzen und ihre Menschen. Verlag Bild und Heimat, ISBN 978-3-95958-199-8.
- 2019: Schöne Bescherung. Verlag Bild und Heimat, ISBN 978-3-95958-219-3.

## Auszeichnungen
- 2007: 2. Preis beim European-Cartoon-Contest
- 2008: Deutscher Karikaturenpreis: „Ilse-Bähnert-Preis“
- 2011: Deutscher Karikaturenpreis: „3. Platz“
- 2014: Rückblende – Der deutsche Preis für politische Fotografie und Karikatur „2. Platz“
- 2016: Deutscher Cartoonpreis: 3. Platz
- 2017: Deutscher Karikaturenpreis: Publikumspreis
- 2019: Das goldene Segel, Kunstpreis, 1. Platz, Bad Zwischenahn